# Distretto di Cospán
Il distretto di Cospán è uno dei dodici distretti  della provincia di Cajamarca, in Perù. Si trova nella regione di Cajamarca e si estende su una superficie di 558,79 chilometri quadrati.

Istituito il 14 dicembre 1870, ha per capitale la città di Cospán; al censimento 2005 contava 8.219 abitanti.